# Ocotea reticularis
Ocotea reticularis là loài thực vật có hoa trong họ Nguyệt quế. Loài này được (Britton & P. Wilson) Alain miêu tả khoa học đầu tiên năm 1982.